# Вилијамсбург (Њу Мексико)
Вилијамсбург (енгл. Williamsburg) град је у америчкој савезној држави Њу Мексико.

## Демографија
По попису из 2010. године број становника је 449, што је 78 (-14,8%) становника мање него 2000. године.
| Група             | 2000.       | 2010.       |
| Белци             | 435 (82,5%) | 335 (74,6%) |
| Афроамериканци    | 9 (1,7%)    | 0 (0,0%)    |
| Азијати           | 1 (0,2%)    | 0 (0,0%)    |
| Хиспаноамериканци | 69 (13,1%)  | 107 (23,8%) |
| Укупно            | 527         | 449         |